# Branche de Petropolis
Pour les articles homonymes, voir Petrópolis (homonymie).
 (août 2013).
Si vous disposez d'ouvrages ou d'articles de référence ou si vous connaissez des sites web de qualité traitant du thème abordé ici, merci de compléter l'article en donnant les références utiles à sa vérifiabilité et en les liant à la section « Notes et références ».
La branche de Petrópolis, qui est la branche aînée de la maison d'Orléans et Bragance, est formée par les membres de l'ancienne famille impériale brésilienne qui descendent de Pedro de Alcântara d'Orléans et Bragance (1875-1940), prince du Grão Para (qui porta à partir de 1891 le titre de courtoisie de prince impérial), le fils aîné d'Isabelle de Bragance, princesse impériale du Brésil, et de son mari Gaston d'Orléans, comte d'Eu.

## Historique
À l'origine, personne ne contestait aux princes issus de cette branche d'être les premiers dans l'ordre de succession au trône du Brésil. Cependant, lorsque le premier de leurs membres, Pedro de Alcântara d'Orléans et Bragance, a décidé d'épouser la comtesse tchèque Élisabeth Dobrzensky de Dobrzenicz (1875-1951), sa mère la princesse impériale Isabelle n'a donné son consentement à ce mariage qu'à condition que son fils renonce à ses droits à la succession brésilienne (1908). Isabelle a dès lors considéré que Pedro de Alcântara et les futurs descendants de celui-ci avaient perdu leurs droits dynastiques, et que l'héritage impérial était passé au frère cadet du prince Pedro de Alcântara, Luiz de Orléans e Bragança (1878-1920) — auquel elle a alors donné le titre de courtoisie de prince impérial —, ainsi qu'à sa descendance, plus tard surnommée branche de Vassouras. De ce fait, les titres reconnus à la branche de Petrópolis par la branche de Vassouras se limitent à ceux de princes et de princesse d'Orléans-Bragance (avec rang d'altesse royale)[réf. nécessaire].
Cependant, le fils aîné du prince Pedro de Alcântara, Pedro Gastão de Orléans e Bragança (1913-2007), a déclaré non valable l'acte de renonciation de son père et s'est tenu pour chef de la maison impériale et prétendant au trône. La constitution de 1824 n'imposait aucune obligation pour les dynastes d'épouser des personnes issues de familles régnantes ou anciennement régnantes. Pour la branche de Petrópolis et ses partisans, une telle modification des lois dynastiques et de l'ordre successoral outrepassait les prérogatives de la princesse impériale et devait nécessairement être ratifiée par le peuple brésilien ou ses représentants élus. Selon Stéphane Bern, le prétendant Pedro Gastão « argua[it] à juste titre que, selon la tradition brésilienne, c'est le roi qui fait d'une bergère une reine ». Malgré tout, une grande partie des monarchistes brésiliens et des chefs des dynasties étrangères ne l'a jamais reconnu en tant que tel. Depuis sa mort, en 2007, les représentants de la branche de Petropolis ne prétendent plus au trône et les deux branches de la famille impériale brésilienne ont cessé de s'opposer sur ce point[réf. nécessaire].
La querelle dynastique entre les deux branches se double de divergences politiques. João de Orléans e Bragança, cousin germain de l'actuel prétendant Pedro Carlos (tous deux de la branche de Petrópolis), souligne dans une interview en 2017 que le chef de file de la branche de Vassouras, Luiz, et son frère puîné et héritier Bertrand, « sont liés à une institution de droite » et « sont hors de toute posture acceptée pour une famille royale » (on leur reproche, écrit Stéphane Bern, « d'appartenir à l'organisation d'extrême droite TFP — Tradition, famille, propriété »). João de Orléans e Bragança, lui, se veut au-dessus des partis et a déjà refusé d'entrer au gouvernement.